# Cryptoripersia myrmecophila
Cryptoripersia myrmecophila är en insektsart som först beskrevs av William Miles Maskell 1897.  Cryptoripersia myrmecophila ingår i släktet Cryptoripersia och familjen ullsköldlöss. Inga underarter finns listade i Catalogue of Life.